# Brachyrhaphis
Brachyrhaphis là một chi cá khổng tước có nguồn gốc ở Trung Mỹ.

## Các loài
Hiện tại có 12 loài ghi nhận nằm trong chi này:
- Brachyrhaphis cascajalensis (Meek & Hildebrand, 1913)
- Brachyrhaphis episcopi (Steindachner, 1878)
- Brachyrhaphis hartwegi D. E. Rosen & R. M. Bailey, 1963 (Soconusco gambusia)
- Brachyrhaphis hessfeldi M. K. Meyer & Etzel, 2001
- Brachyrhaphis holdridgei W. A. Bussing, 1967
- Brachyrhaphis olomina (Meek, 1914)
- Brachyrhaphis parismina (Meek, 1912)
- Brachyrhaphis punctifer (C. L. Hubbs, 1926)
- Brachyrhaphis rhabdophora (Regan, 1908)
- Brachyrhaphis roseni W. A. Bussing, 1988
- Brachyrhaphis roswithae M. K. Meyer & Etzel, 1998
- Brachyrhaphis terrabensis (Regan, 1907)